# Euphorbia inundaticola
Euphorbia inundaticola är en törelväxtart som beskrevs av Leslie Larry Charles Leach. Euphorbia inundaticola ingår i släktet törlar, och familjen törelväxter. Inga underarter finns listade i Catalogue of Life.